# 북에게주
북에게주(그리스어: Περιφέρεια Βορείου Αιγαίου)는 그리스의 13주 가운데 하나로 주도는 미틸리니이며 면적은 3,835.91km2, 인구는 199,231명(2011년 기준), 인구 밀도는 52명/km2이다. 북에게주 산하에는 히오스현, 레스보스현, 사모스현이 있다.